# (31753) 1999 JL94
1999 JL94 (asteroide 31753) é um asteroide da cintura principal. Possui uma excentricidade de 0.06238830 e uma inclinação de 17.40329º.
Este asteroide foi descoberto no dia 12 de maio de 1999 por LINEAR em Socorro.